# Torneo di Wimbledon 2019 - Quad doppio
Questa è la prima edizione del torneo Quad doppio a Wimbledon.
Dylan Alcott e Andy Lapthorne hanno conquistato il titolo battendo in finale Kogi Sugeno E David Wagner con il punteggio di 6-2, 7–6(4).

## Tabellone

### Legenda
| - Q = Qualificato - WC = Wild card - LL = Lucky loser | - ALT = Alternate - SE = Special Exempt - PR = Protected Ranking | - w/o = Walkover - r = Ritirato - d = Squalificato |

## Finale
|  | Finale                      |                             |                             |   |    |  |
|  |                             |                             |                             |   |    |  |
|  | Dylan Alcott Andy Lapthorne | Dylan Alcott Andy Lapthorne | Dylan Alcott Andy Lapthorne | 6 | 7  |  |
|  | Kogi Sugeno David Wagner    | Kogi Sugeno David Wagner    | Kogi Sugeno David Wagner    | 2 | 64 |  |